# Fritz Fischer (Politiker, 1923)
Fritz Fischer (* 23. September 1923; † 3. August 2003 in Iserlohn) war ein deutscher Politiker.
Fischer stammte aus Hohenfürst (heute polnisch Wyszkowo) in Ostpreußen. Er war Mitglied der SPD und gehörte 39 Jahre dem Rat der Stadt Iserlohn sowie 19 Jahre dem Kreistag an. Vom 16. Oktober 1984 bis zum 30. September 1999  war Fritz Fischer Bürgermeister der Stadt Iserlohn im Sauerland.
Der Rat der Stadt Iserlohn verlieh ihm und dem ehemaligen Bürgermeister Helmut Lindner 2002 den Ehrentitel „Altbürgermeister“. Am 17. Oktober 2002 erhielt er den Verdienstorden des Landes Nordrhein-Westfalen.